# Шпилевский, Сергей Михайлович
Серге́й Миха́йлович Шпиле́вский (8 [20] мая 1833, Москва — 21 июля [3 августа] 1907, Ярославль) — русский юрист, краевед, археолог, заслуженный профессор (с 1886) и директор Демидовского юридического лицея (1885—1904).

## Биография
Сергей Михайлович Шпилевский происходил из дворян; родился 8 (20) мая 1833 года в семье губернского секретаря, состоявшего канцеляристом в Московском приказе общественного призрения.
После окончания 1-й московской гимназии (1845—1852) поступил на юридический факультет Московского университета, который окончил в 1856 году с золотой медалью. Ученик И. Д. Беляева и В. Н. Лешкова.
В 1857 году был редактором газеты «Молва», издававшейся И. С. Аксаковым.
В 1860 году получил место адъюнкта в Казанском университете — преподавал историю русского и международного права; с июня 1866 года — доцент кафедры истории русского права; с марта 1870 — экстраординарный, с 28 мая того же года — ординарный профессор.
В 1866 году Московским университетом за диссертацию «Союз родственной защиты у древних германцев и славян» был удостоен степени магистра, а в феврале 1870 — доктора государственного права за сочинение «Семейные власти у древних славян и германцев».
В 1875—1879 годах — казанский отдельный цензор. Издатель-редактор газет «Справочный листок г. Казани» (с 1867) и «Камско-Волжское слово» (1882). С 31 декабря 1876 года — действительный статский советник.
С 17 марта 1873 года до мая 1876 года он был деканом юридического факультета Казанского университета. Являлся инициатором создания Общества археологии, истории и этнографии при университете. Был редактором неофициальной части «Казанских губернских ведомостей».
В 1877 году за книгу «Древние города и другие булгаро-татарские памятники в Казанской губернии» получил Уваровскую премию Академии наук, а за труды по археологии был награждён большой золотой медалью Императорского Русского археологического общества.
В 1885 году был назначен директором Демидовского юридического лицея. По инициативе Шпилевского в 1896 году при лицее было создано «Юридическое общество», в котором он стал первым председателем.
Редактировал «Временник Демидовского юридического лицея» и приложение к нему — «Юридическую библиографию». В феврале 1901 года в честь сорокалетия ученой деятельности С. М. Шпилевского в лицее была учреждена стипендия его имени.
Был одним из учредителей Ярославской губернской ученой архивной комиссии и её первым председателем (1889—1894). Активно работал в Ярославском губернском статистическом комитете и естественно-историческом обществе, был членом Московского археологического общества.
С 1 января 1894 года имел чин тайного советника. Вышел в отставку по болезни 1 июля 1904 года.
Умер 21 июля (3 августа) 1907 года в Ярославле, похоронен на Леонтьевском кладбище.
Был женат на дочери уржумского помещика Анна Николаевна Мосолова.

## Награды
- Орден Святой Анны 2-й степени с императорской короной (1873)[6]
- Орден Святого Владимира 3-й степени (1880)
- Орден Святого Станислава 1-й степени (1885)
- Орден Святой Анны 1-й степени (1889)
- Орден Святого Владимира 2-й степени

## Сочинения
- О благоустройстве по Уложению и современным ему памятникам // Временник Моск. Общ. Ист. и Др. Рос. — 1856.
- Об участии земщины в делах правления до Ивана IV // Юридич. журн., изд. Салмановым. — 1861. — № 5.
- Об источниках русского права, в связи с развитием государства. Актовая речь // Учен. Зап. Каз. унив. — 1862.
- Союз родственной защиты у древних славян и германцев // Учен. Зап. Каз. унив. — 1864.
- История государства российского Карамзина в отношении к истории русского права // Учен. Зап. Каз. унив. — 1866.
- О народных юридических обычаях // Каз. Губ. Ведом.. — 1867. — № 50.
- Семейные власти у древних славян и германцев // Учен. Зап. Каз. унив. — 1869 - 1870.
- Путешествие императрицы Екатерины II по Волге // Камско-Волжская Газета. — 1873.
- Шпилевский С. М. Указатель исторических достопримечательностей г. Казани / С. М. Шпилевский. — Казань: Ком. по устройству в Казани Съезда естествоиспытателей, 1873. — 66 с.
- Древние города и другие булгаро-татарские памятники в казанской губернии // Учен. Зап. Каз. унив. — 1876.
- Заботы императора Александра I о Казани. Публичное чтение // Учен. Зап. Каз. унив. — 1878.
- Дело секунд-майора Державина (отца поэта Г. Р. Державина). Их архивных дел // Др. и Нов. Россия. — 1878. — Т. I.
- О чуме в Казани в царствование Алексея Михайловича // Сборник о чуме, изд. Каз. Общ. Врачей. — 1879.
- О задачах деятельности Казанского Общества Археологии, Истории и Этнографии и о возможном содействии ему со стороны жителей местного края // Известия Общ. Арх., Ист. и Этн.. — 1879.
- Памяти графа Алексея Сергеевича Уварова: Речи, произнес. С. М. Шпилевским, П. Д. Шестаковым и Д. А. Корсаковым в заседании Казан. о-ва археологии, истории и этнографии 17 янв. 1885 г. — Казань : тип. Ун-та, 1885. — 101 с.
- Шпилевский С. М. Старые и новые города и борьба между ними в Ростовско-Суздальской земле / С. М. Шпилевский. — Ярославль, 1892. — 129 с.
- Шпилевский С. М. Великий князь смоленский и ярославский Фёдор Ростиславович Чёрный / С. М. Шпилевский. — Ярославль: Ярославская губ. ученая архивная комиссия, 1899. — 33 с.
- Шпилевский С. М. Столетие Училища имени Демидова. Демидовское училище высших наук. Демидовский лицей. Демидовский юридический лицей. 1803—1903 / С. М. Шпилевский. — Ярославль: Тип. Губ. правл., 1903. — 28 с.